# Epitola umbratilis
Epitola umbratilis är en fjärilsart som beskrevs av Holland 1890. Epitola umbratilis ingår i släktet Epitola och familjen juvelvingar. Inga underarter finns listade i Catalogue of Life.